# Neopolyptychus roseola
Neopolyptychus roseola är en fjärilsart som beskrevs av Clark 1917. Neopolyptychus roseola ingår i släktet Neopolyptychus och familjen svärmare. Inga underarter finns listade i Catalogue of Life.